# Копачи (Сморгонский район)
Копачи́ (бел. Капачы́, пол. Kopacze) — деревня в Сморгонском районе Гродненской области Белоруссии.
Входит в состав Жодишковского сельсовета.
Расположена в северной части района. Расстояние до районного центра Сморгонь по автодороге — около 22,5 км, до центра сельсовета агрогородка Жодишки по прямой — чуть менее 4 км. Ближайшие населённые пункты — Дексна, Плавушка, Погорье. До Минска 256 километров по прямой. 
Согласно переписи население Копачей в 1999 году насчитывало 27 человек.
Грунтовой автодорогой местного значения Н6749 деревня связана с автодорогой Гориденяты — Завидиненты.
Через Копачи проходят регулярные автобусные маршруты:
- Сморгонь — Лылойти
- Сморгонь — Нестанишки
- Сморгонь — Сыроватки